# UTC+8
UTC + 8:00 é o fuso horário onde o horário local é contado a partir de mais oito horas em relação ao horário do Meridiano de Greenwich.
Longitude ao meio: 120º 00' 00" L

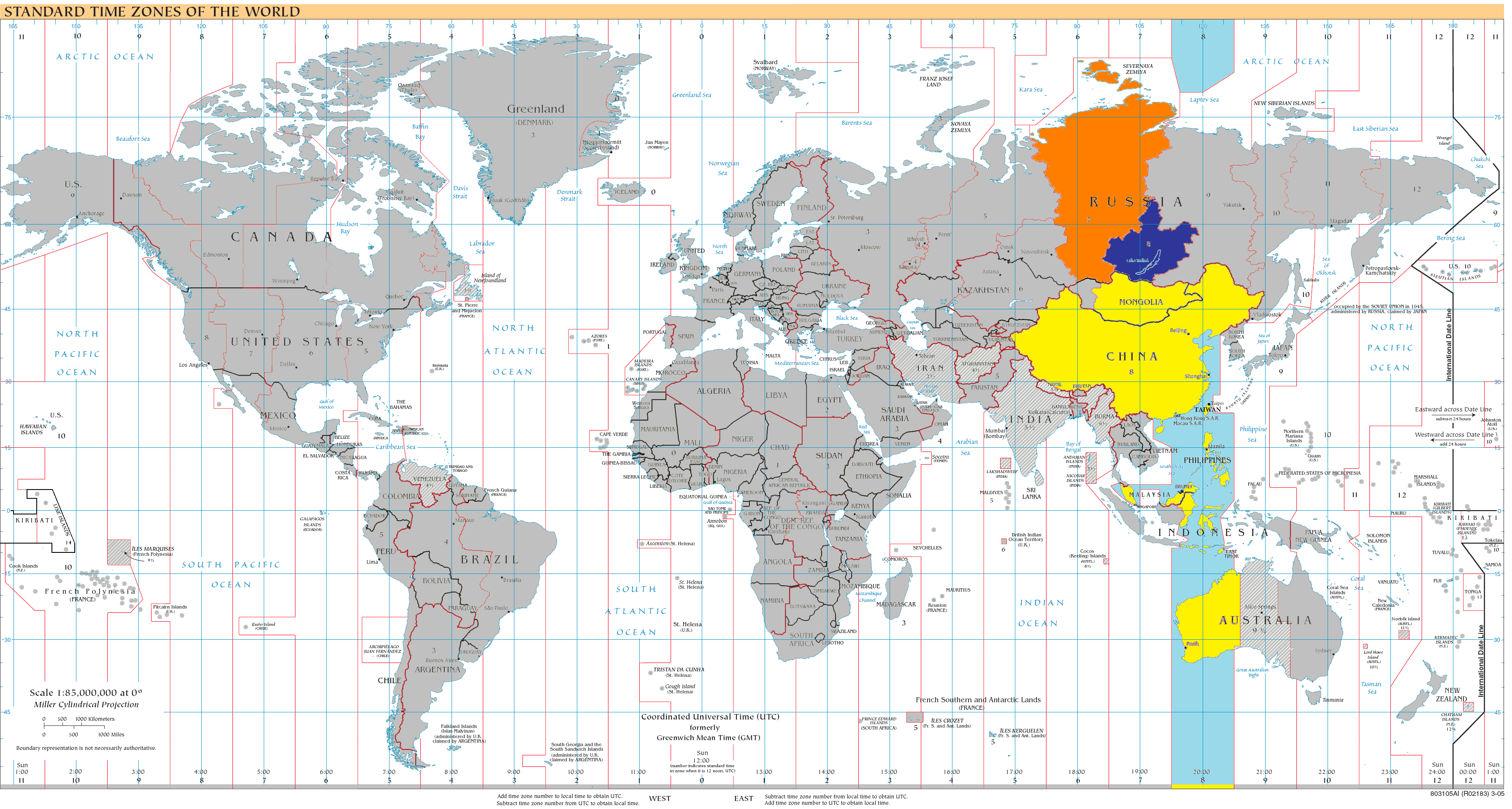
Mapa contendo as variações de tempo de acordo com a longitude, com a UTC+8:00 em destaque (laranja, azul e amarelo)

É conhecido por ser o fuso horário mais populoso do mundo, utilizado por 24% da população mundial.

## Países
- Austrália
  -  Austrália Ocidental (AST - Australian Western Time)[2]
- Brunei[3]
- China[4][5]
  -  Hong Kong[6]
  -  Macau
- Indonésia
  - Centro: Makassar
- Malásia[7]
- Mongólia
  - Leste: Ulan Bator[8]
- Filipinas[9]
- Rússia
  - Zona 7: Irkutsk[10]
- Singapura[11]
- Taiwan